# Qanater, Tỉnh Hama
Qanater (tiếng Ả Rập: القناطر) là một ngôi làng Syria nằm ở Al-Hamraa Nahiyah ở huyện Hama, Hama. Theo Cục Thống kê Trung ương Syria (CBS), Qanater có dân số 256 người trong cuộc điều tra dân số năm 2004.